# Rea (księżyc)
Rea (Saturn V) – drugi co do wielkości księżyc Saturna, odkryty w 1672 roku przez włoskiego astronoma Giovanniego Cassiniego.

## Nazwa
Reja (Rea, gr. Ῥέα Rhea) jest jedną z tytanid w mitologii greckiej, siostra i żona Kronosa. Reę, często utożsamianą z Kybele, przedstawiano na wozie zaprzężonym w lwy i w diademie z wież obronnych, który nosiła na głowie.

## Charakterystyka fizyczna
Rea jest księżycem lodowym, o gęstości 1,2 g/cm3. Najbardziej prawdopodobny model budowy wewnętrznej, oparty na pomiarach pola grawitacyjnego, wskazuje, że praktycznie nie uległa dyferencjacji grawitacyjnej, zatem nie ma warstw o różnym składzie chemicznym. Model budowy, który odpowiada pomiarom i jest dopuszczony przez ewolucję termiczną wnętrza księżyca, zakłada, że cienka zewnętrzna warstwa jest zbudowana z lodu praktycznie bez dodatku skał, natomiast wnętrze jest jednorodną mieszaniną lodu i skał.

## Atmosfera
W 2010 sonda Cassini odkryła obecność bardzo rzadkiej atmosfery zawierającej tlen i dwutlenek węgla. Atmosfera pojawia się okresowo, kiedy księżyc przechodzi przez pole magnetyczne Saturna, wysokoenergetyczne cząstki złapane w polu magnetycznym planety wchodzą w reakcję z powierzchnią księżyca, uwalniając przy tym atomy tlenu. Pochodzenie dwutlenku węgla nie jest znane. Według jednej z teorii może powstawać na skutek reakcji tlenu z bogatymi w węgiel ziarnami, które mogą pochodzić z samego księżyca lub z mikrometeorytów opadających na jego powierzchnię. Atmosfera Rei jest około 5 bilionów razy mniej gęsta od atmosfery Ziemi.

## Kwestia istnienia pierścieni Rei
Obserwacje sondy Cassini wykonane podczas jej przelotu w pobliżu Rei w 2005 roku sugerowały, że może posiadać kolisty system pierścieni, składający się z trzech wąskich pasm materii. Byłby to pierwszy księżyc, wokół którego odkryto pierścienie. O tym niepotwierdzonym odkryciu poinformowało czasopismo „Science” w wydaniu z 6 marca 2008 roku.
Jednak badania przestrzeni wokół księżyca, wykonane podczas kolejnych przelotów sondy Cassini w pobliżu Rei, nie potwierdziły występowania tam cząstek materii tworzącej pierścienie. W rezultacie 29 lipca 2010 ogłoszono, że przypuszczenia co do istnienia tych pierścieni były bezzasadne.

## Galeria

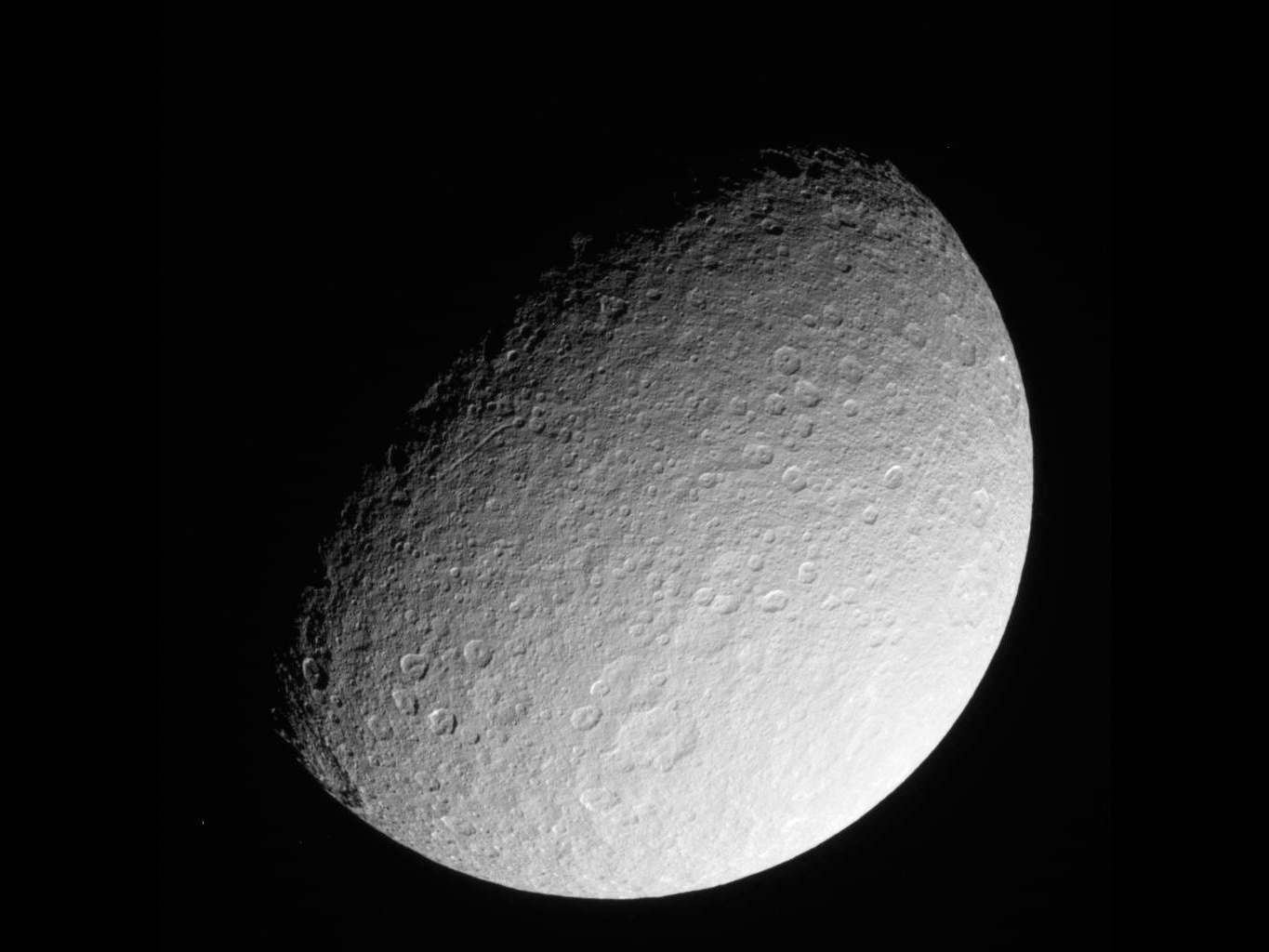
Zdjęcie Rei z odległości 280 317 km
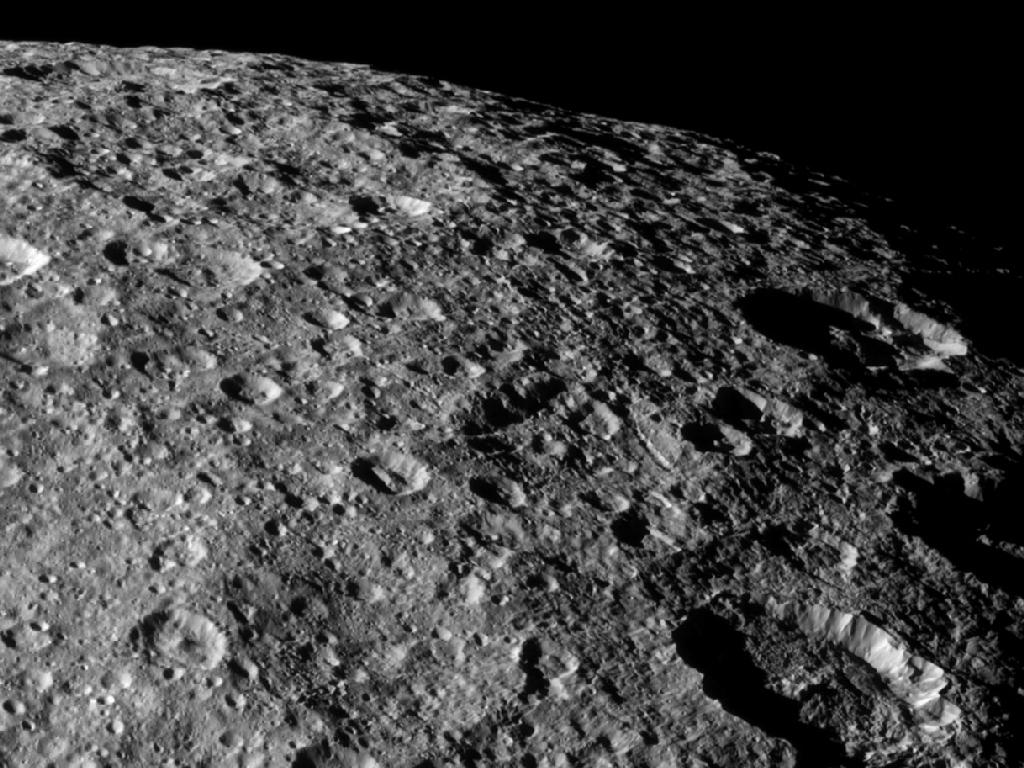
Zdjęcie Rei z odległości 43 000 km
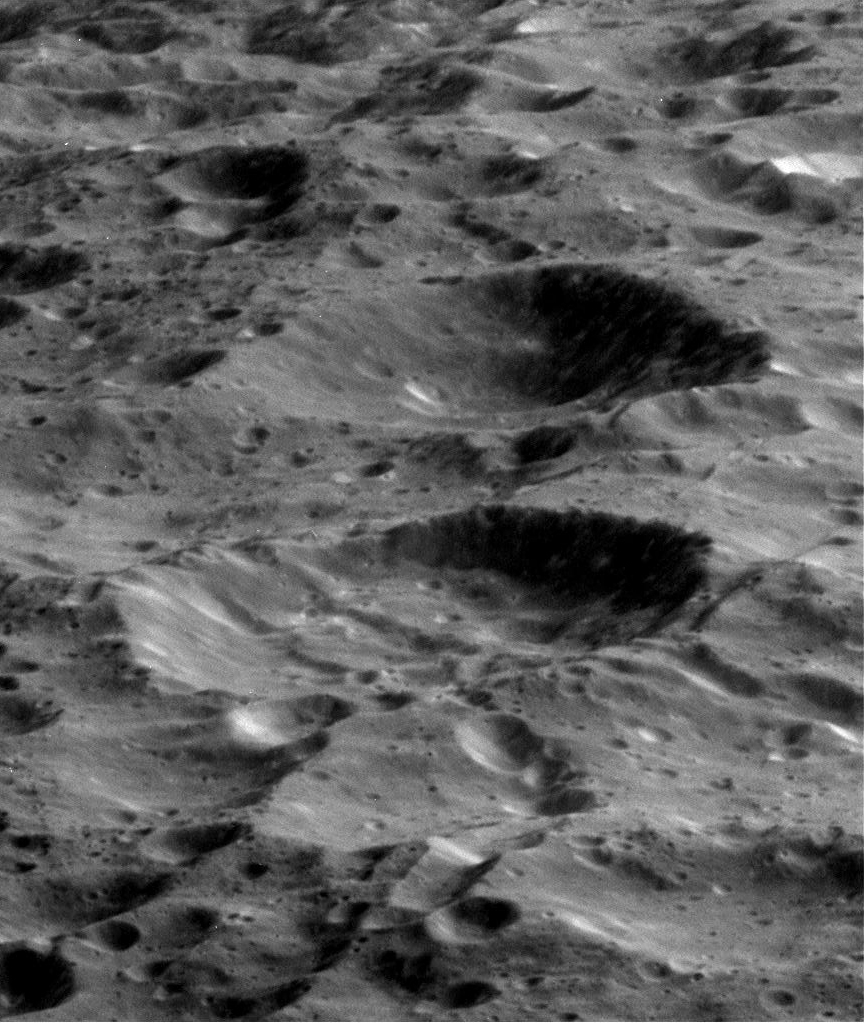
Zdjęcie Rei z odległości 3778 km
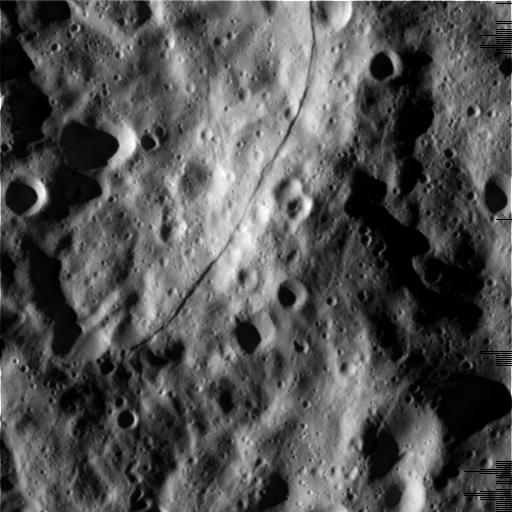
Zdjęcie Rei z odległości 2779 km